# Зейдель, Рудольф
Георг Карл Рудольф Зейдель (нем. Georg Karl Rudolf Seydel; 27 мая 1835, Дрезден — 8 декабря 1892, Лейпциг) — немецкий философ и теолог.

## Биография
Рудольф Зейдель родился в 1835 году в Дрездене. Поступив в 1852 году в Лейпцигский университет, изучал в нём богословие (под руководством Х. Г. Вейсе) и философию. В 1860 году прошёл хабилитацию, защитив диссертацию по теме «Развитие метафизики в рамках ионийской школы гилозоизма». С этого же года занимал место приват-доцента в Лейпцигском университете, преподавая философию, с 1865 года вёл также курс сравнительной истории религий; с 1867 года экстраординарный профессор философии Лейпцигского университета. В том же году участвовал в создании местного отделения Немецкого протестантского союза. Состоял в масонской ложе, опубликовал ряд работ по масонству.

## Теологическая доктрина
Зейдель — последователь умозрительного теизма Х. Г. Вейсе, посмертные сочинения которого он опубликовал. В своих философских и богословских воззрениях Зейдель был противником материалистических взглядов и сторонником доктрины абсолютного, изложенной Шеллингом, для объяснения которой им была введена идея интеллектуального созерцания. Согласно Зейделю, человек интуитивно воспринимает Бога как абсолютный дух, логический, метафизический и религиозный Абсолют. Религия по Зейделю есть «жизнь в Боге, от Бога и для Бога», и человек инстинктивно с помощью религии ищет и находит единство с Богом, подчиняющее плотское начало божественному.
При этом с гносеологической точки зрения Зейдель придерживался критически-реалистических взглядов. Согласно его доктрине, философия религии должна рассматривать религиозное состояние души в свете рациональных воззрений, возводя религию в ранг идеальной науки. Поскольку познание — это проникновение во внутреннюю сущность вещей, Бога тоже надлежит познать как многовариантность мироздания и первичную жизненную силу.

## Труды Рудольфа Зейделя
- Философская система Шопенгауэра (Schopenhauers philosophisches System) Лейпциг, 1857
- Logik oder Wissenschaft vom Wissen, 1866
- Reden über Freimaurerei (Лиц., 1859);
- Die Religion der Religionen (Лпц., 1872);
- Ethik oder Wissenschaft vom Seinsollenden (Лпц., 1874);
- Das Evangelium Jesu in seinem Verhältniss zur Buddhasage (Лпц., 1882);
- Die Buddhalegende und das Leben Jesu nach den Evangelien (Лпц., 1884),
- Будда и Христос (Buddha und Christus), 1884
- Religion und Wissenschaft. Gesammelte Reden und Abhandlungen (Бресл., 1887);
- Schlüssel zum objektiven Erkennen (Галле, 1889);
- Vom Christentum Christi (Б., 1889) и др.
- Religionsphilosophie im Umriß (под ред. Paul Wilhelm Schmiedel, 1893)